# Beside You in Time
Beside You in Time (anche conosciuto anche come Halo 22) è un DVD live dei Nine Inch Nails, pubblicato il 26 febbraio 2007 in Europa e il giorno successivo negli USA.
Contiene brani registrati durante il tour in Nord America tra il 2005 e il 2006, più altri filmati vari.

## Tracce

### Nord America winter tour 2006
1. Love Is Not Enough
2. You Know What You Are?
3. Terrible Lie
4. The Line Begins to Blur
5. March of the Pigs
6. Something I Can Never Have
7. Closer
8. Burn
9. Gave Up
10. Eraser
11. Right Where It Belongs
12. Beside You in Time
13. With Teeth
14. Wish
15. Only
16. The Big Come Down
17. Hurt
18. The Hand that Feeds
19. Head Like a Hole

### Nord America summer tour 2006
1. Somewhat Damaged
2. Closer
3. Help Me I Am In Hell
4. Non-Entity
5. Only

### Music video
1. The Hand That Feeds
2. Only

### Studio rehearsals 2005
1. The Collector
2. Every Day Is Exactly The Same
3. Love Is Not Enough

## Formazione
- Trent Reznor - chitarra, voce, tastiere
- Jeordie White - basso, chitarra, tastiere
- Alessandro Cortini - tastiere, synth
- Josh Freese - batteria
- Aaron North - chitarra
- Jerome Dillon - batteria (solo nel video di "The Hand that Feeds" e in "Studio rehearsals 2005")